# University of Huddersfield

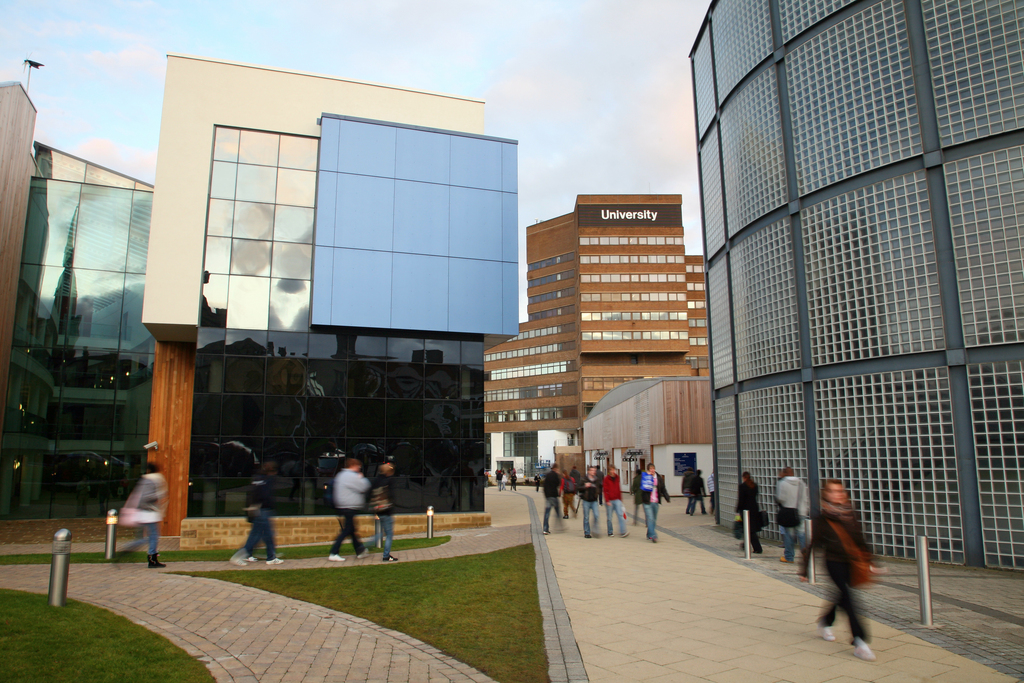
Queensgate Campus der HUD

Die University of Huddersfield ist eine britische Universität im nordenglischen Huddersfield.

## Geschichte
Vorläufer war die 1841 gegründete Young Men's Mental Improvement Society. Aus dieser ging 1843 die Huddersfield Mechanics' Institution, die 1884 zusammen mit dem Female Educational Institute zum Technical School and Mechanics' Institute umgewandelt wurde. 1896 ging daraus das Technical College und 1958 aus diesem wiederum das College of Technology hervor. Im Jahr 1970 fusionierte das College mit dem Oastler College zur Huddersfield Polytechnic. 1992 erfolgte die Umbenennung in University of Huddersfield.
Von 2003 bis 2015 war der Schauspieler Patrick Stewart Kanzler der Universität. Von Juli 2015 bis November 2019 bekleidete Andrew, Duke of York das Amt des Kanzlers.

## Statistiken zur Studentenschaft
Von den 17.305 Studenten des Studienjahrens 2019/2020 nannten sich 9.990 weiblich (57,7 %) und 7.285 männlich (42,1 %). 13.845 Studierende kamen aus England, 20 aus Schottland, 100 aus Wales, 40 aus Nordirland, 470 aus der EU und 2.810 aus dem Nicht-EU-Ausland. 13.600 der Studierenden strebten 2019/2020 ihren ersten Studienabschluss an, sie waren also undergraduates. 3.705 arbeiteten auf einen weiteren Abschluss hin, sie waren postgraduates. Davon waren 975 in der Forschung tätig.
2009 waren rund 24.000 Studierende vor Ort gewesen. 2014/2015 waren 11.170 Frauen und 8.445 Männer und insgesamt 19.620 Studierende eingeschrieben gewesen.